# Alpha Microscopii
Désignations
Alpha Microscopii (α Microscopii / α Mic) est une étoile géante de la constellation australe du Microscope. Elle est visible à l'œil nu avec une magnitude apparente de 4,89. D'après la mesure de sa parallaxe annuelle par le satellite Gaia, l'étoile est distante d'environ ∼ 395 a.l. (∼ 121 pc) de la Terre. Elle se rapproche du Système solaire à une vitesse radiale de −14,5 km/s.
Alpha Microscopii est une étoile géante jaune de type spectral G8III, âgée d'environ 360 millions d'années,. Elle est répertoriée comme une variable suspectée dont la magnitude apparente pourrait varier entre 4,88 et 4,94. Cependant, des données photométriques plus récentes, notamment issues du satellite Hipparcos, ont montré que sa magnitude est constante. L'étoile est environ 3,2 fois plus massive que le Soleil et son rayon est autour de 18 fois plus grand que le rayon solaire. Elle est autour de 173 fois plus lumineuse que le Soleil et sa température de surface est de 4 881 K.
Alpha Microscopii possède une compagne visuelle, CCDM J20500-3347B, de magnitude apparente 10,09. En 2010, elle était située à une distance angulaire de 20,2 secondes d'arc et à un angle de position de 165°. Ces deux étoiles ne sont pas physiquement liées,.